# Подкозара Горња
Подкозара Горња је насељено мјесто у општини Ново Горажде, Република Српска, БиХ. Према попису становништва из 1991. у насељу је живјело 136 становника, а 2013. године је пописано 85 лица.

## Становништво
| Националност | 1991. | 1981. | 1971. |
| Муслимани    | 110   | 112   | 144   |
| Срби         | 26    | 17    | 16    |
| Укупно       | 136   | 129   | 160   |

| Демографија | Демографија | Демографија |
| Година      | Становника  | Становника  |
| ----------- | ----------- | ----------- |
| 1971.       | 160         |             |
| 1981.       | 129         |             |
| 1991.       | 136         |             |
| 2013.       | 85          |             |